# Roccalbegna
Roccalbegna és un municipi situat al territori de la província de Grosseto, a la regió de la Toscana (Itàlia).
Limita amb els municipis d'Arcidosso, Campagnatico, Manciano, Santa Fiora, Scansano i Semproniano.
Pertanyen al municipi les frazioni de Cana, Santa Caterina, Triana i Vallerona

## Galeria

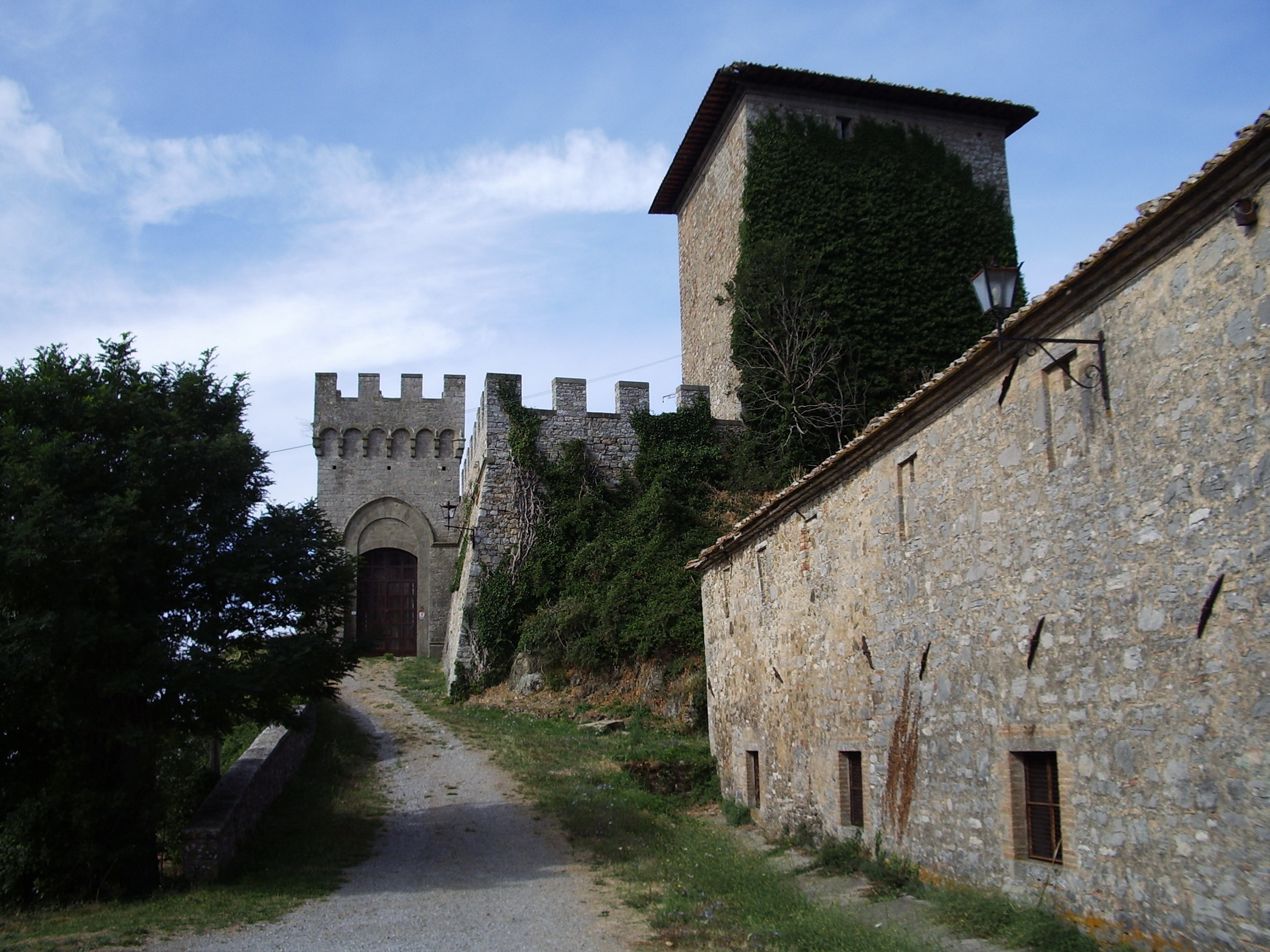
Castell de Triana
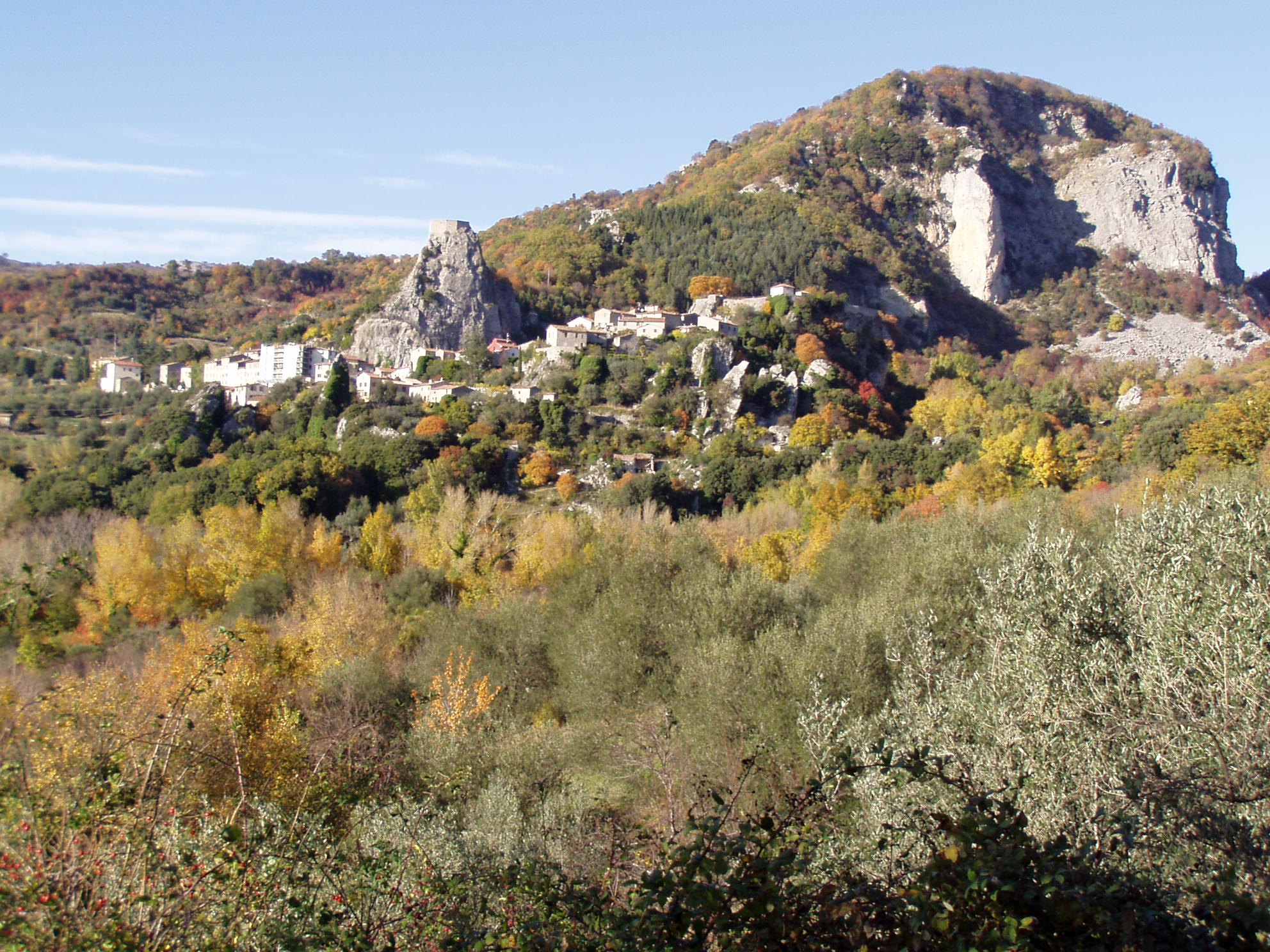
Panorama
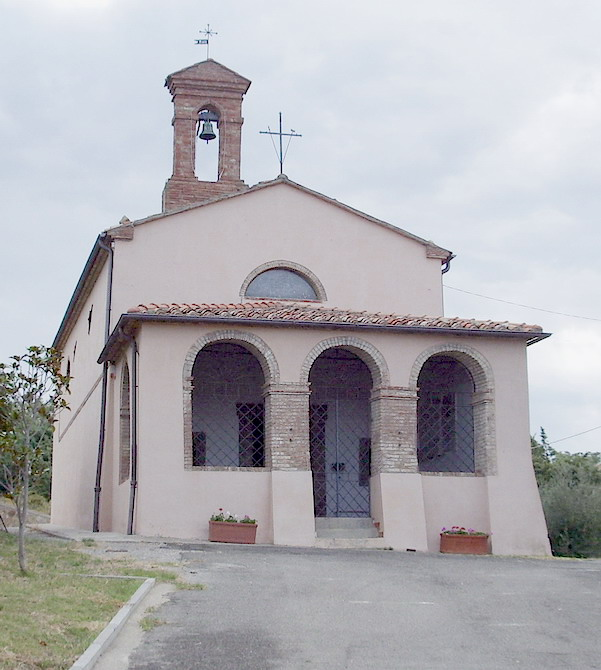
Església de la Madonna del Conforto